# Anytime Fitness

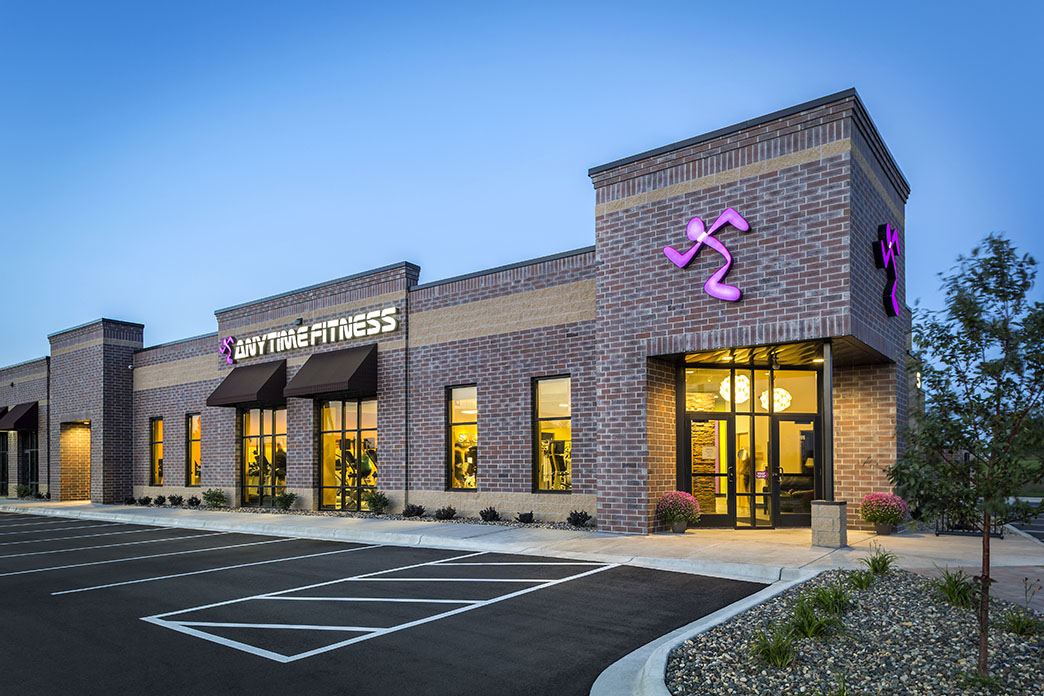
Anytime Fitness

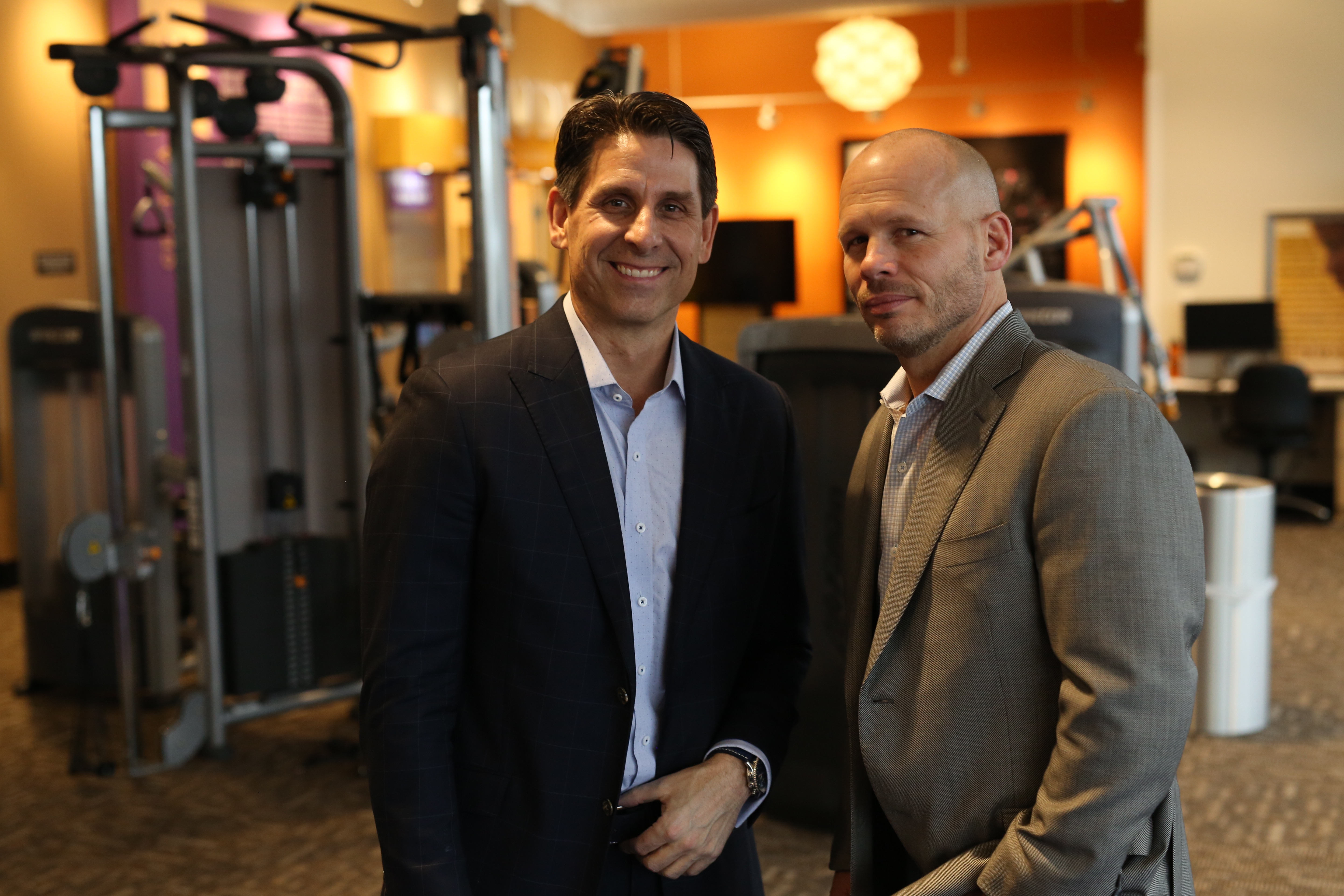
Anytime Fitness-Gründer Dave Mortensen und Chuck Runyon

Anytime Fitness ist ein Franchiseunternehmen mit 24-Stunden/365 Tage-Gesundheits- und Fitnessclubs mit Hauptsitz in Woodbury, Minnesota, Vereinigte Staaten. Das Unternehmen betreibt über 4.000 Franchise-Niederlassungen in 50 Ländern. Chuck Runyon (CEO), Dave Mortensen und Jeff Klinger gründeten das Unternehmen im Jahr 2002. Im Jahr 2014 war Anytime Fitness das am schnellsten wachsende Fitnessclub-Franchise und wurde 2015 vom Entrepreneur Magazine auf Platz 1 seiner weltweiten Franchise-Liste gewählt. 2019 folgte die Expansion auch nach Deutschland. 2019 betrug der Umsatz 1,45 Milliarden US-$.